# Thomas Jefferson Rusk
Pour les articles homonymes, voir Rusk.
Thomas Jefferson Rusk (5 décembre 1803 – 29 juillet 1857) est un militaire et homme politique américain, premier secrétaire à la Guerre de la république du Texas après son indépendance puis sénateur du Texas au Congrès des États-Unis de 1846 jusqu'à sa mort.

## Biographie
Thomas Jefferson Rusk est né le 5 décembre 1803 en Caroline du Sud. Il étudie le droit et après son admission au barreau en 1825, commence à pratiquer en Géorgie.
Rusk s'installe ensuite à Nacogdoches au Texas en 1835. En tant que délégué à la Convention de 1836, il signe la déclaration d'indépendance du Texas puis est nommé secrétaire à la Guerre de la jeune république. Avec le grade de brigadier général, il conduit des troupes au cours de la révolution texane, notamment lors de la bataille de San Jacinto qui voit la défaite du général mexicain Santa Anna.
Lors de l'admission du Texas en tant qu'État des États-Unis en 1846, il est élu au Sénat des États-Unis sous les couleurs du Parti démocrate et occupe ce poste jusqu'à sa mort.
Après la mort de son épouse en avril 1856 et malade d'une tumeur, il se suicide le 29 juillet 1857 à Nacogdoches.

## Hommages
Le comté de Rusk et la ville de Rusk au Texas ont été nommés en son honneur.